# Ofella

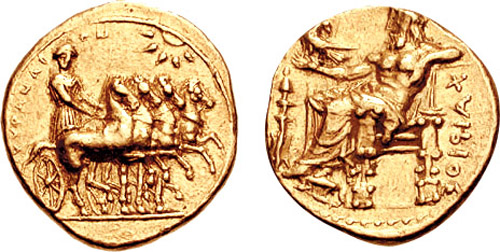
Moneta di Cirene coniata durante il governo di Ofella

Ofella, in greco antico: Ὀφέλλας?, Ophéllas (Pella, 355 a.C. circa – Cartagine, 309 a.C.), è stato un militare macedone antico, generale al seguito di Alessandro Magno e governatore della Cirenaica.

## Biografia
Figlio di Sileno, fu compagno di Alessandro Magno in Asia, combattendo nel suo esercito. Alla morte del macedone, si pose al servizio di Tolomeo I d'Egitto; conquistata la città di Cirene, nel 322 a.C., si dichiarò però principe indipendente dal Regno di Tolomeo.
Instaurò un'alleanza con il tiranno di Siracusa, Agatocle, il quale nel 310 a.C. si trovava in Africa per combattere la forza punica di Cartagine, che da tempo assediava la Sicilia.
In cambio di cooperazione militare, Agatocle promise ad Ofella il controllo dei territori africani che durante l'assalto a Cartagine sarebbero stati conquistati. Ofella allora si partì per incontrarsi con il siracusano in territorio cartaginese. Attraversò il deserto con la sua gente, recando con sé tutti gli elementi per una colonizzazione.
Ma Agatocle, interessato più che altro a scatenare contro Cartagine il nuovo sistema degli Stati ellenistici sorti sul suolo d'Africa, tradì ciò che aveva pattuito con Ofella e nel 309 a.C. lo assassinò, sottraendogli l'esercito composto da 10.000 soldati, i quali vennero mossi contro la capitale fenicia.
Con la morte di Ofella, Cirene passò sotto il dominio di Tolomeo.